# خاندان توسایامائوچی
خاندان توسایامائوچی (به ژاپنی: 土佐山内氏 Yamauchi clan) یکی از خاندان‌های ژاپنی بود که قلمروی آن در ولایت توسا در جزیره شیکوکو بود. در سال ۱۶۰۰ این منطقه به یامائوچی کاتسوتویو یکی از ملازمان توکوگاوا ایه‌یاسو اهدا شد. این خاندان تا سال ۱۸۶۸ در ولایت توسا زندگی می‌کردند.